# 刘晨辉
刘晨辉 (1973年12月—)，广东大埔人，中共党员，广州荔湾区委书记。

## 生平
2000年至2019年，刘晨辉先后在广州市芳村区、荔湾区任职，2021年8月起，担任广州荔湾区委书记。